# Râul Șomuzu Băii
Râul Șomuzu Băii sau Râul Ciumulești este un curs de apă, afluent al râului Bogata. 

## Hărți
- Harta județului Suceava
- Harta Munceii Neamțului - Munții Stânișoarei